# Сокольники-Помірки (регіональний ландшафтний парк)
Соко́льники-Помірки́ — регіональний ландшафтний парк в Україні. 
Об'єкт природно-заповідного фонду Харківської області. Розташований при північній частині міста Харків. 
Площа — 1104,6 га. Статус присвоєно згідно з рішенням обласної ради від 30.08.2012 року № 518-VI. Перебуває у віданні: Лісопаркове господарство, кв. 1, 2, 4, 5, 8, 9, 10, 11 (вид. 1, 2 част., 4-6 част., 7, 9) 16, 17, 18 (вид. 1, 5-13), 23, 24, 25 (вид. 1-3, 10-13, 15), 29, 30, 31 (вид. 1-4, 9-12), 35, 36, 37, 42, 43, 44, 45, 48, 49, 50, 51 — площа 776,4 га; Данилівський дослідний держлісгосп УкрНДІЛГА Г. М. Висоцького, Дергачівське лісництво, кв. 364 (вид. 1, 3-5), 365, 366, 367 (вид. 2, 3), 368, 369, 370, 371, 372, 373, 374, 375 — площа 328,2 га. 
Статус присвоєно для збереження лісового масиву, який прилягає безпосередньо до міста Харків (див. Харківський лісопарк). Тут зростають десятки видів рослин, серед яких види, занесені до Червоної книги України, закрема: гніздівка звичайна, зозулині сльози серцелисті, коручка чемерникоподібна, коручка морозникоподібна, коручка широколиста, любка дволиста, тюльпан дібровний, цибуля ведмежа. Водиться немало видів тварин, серед яких 5 видів занесені до Європейського Червоного списку.

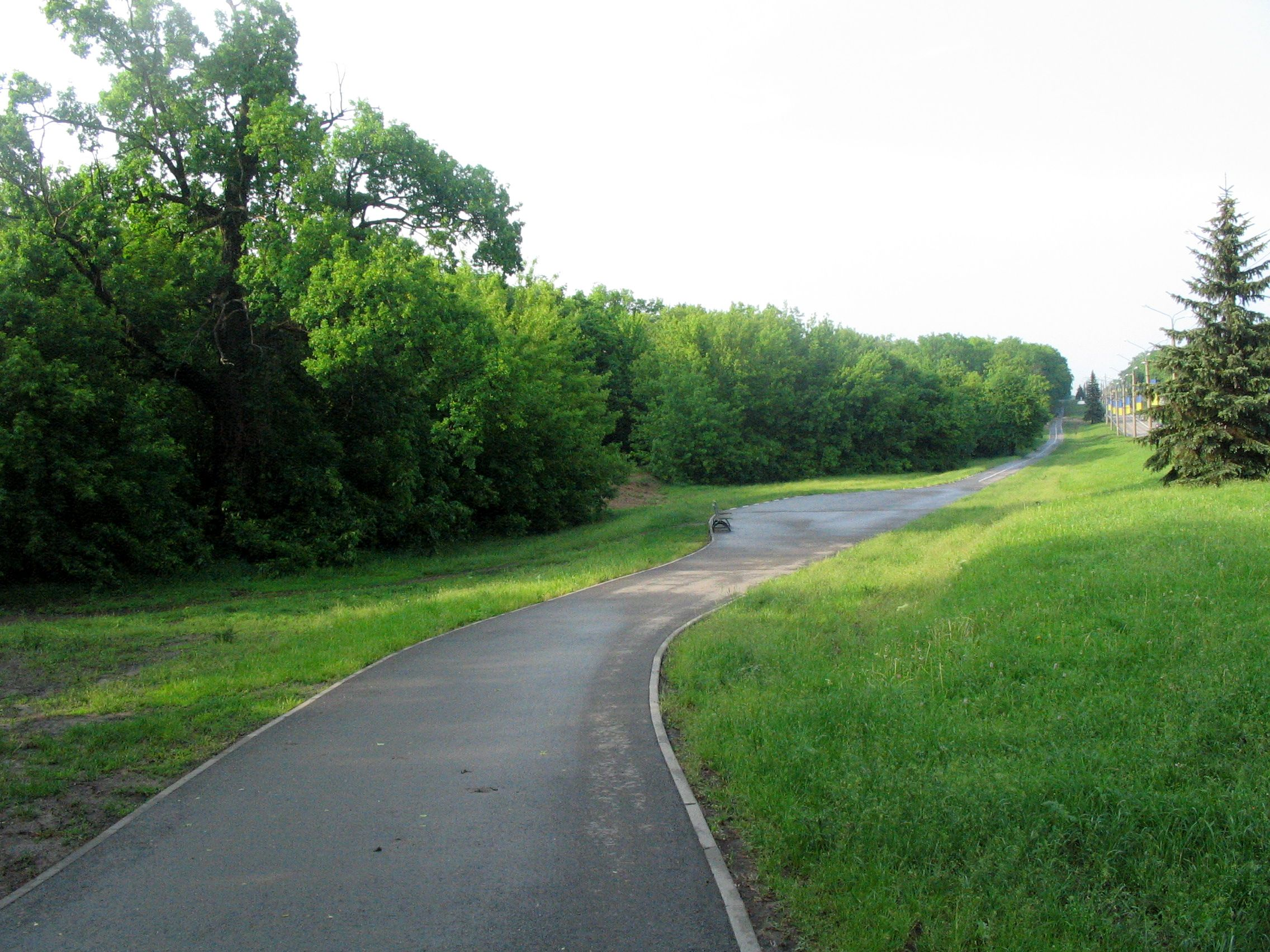